# Burnout Legends
Burnout Legends — видеоигра в жанре аркадных автогонок c элементами гонок на выживание, изданная компанией Electronic Arts в 2005 году. Игра является спин-оффом серии Burnout. Официальным локализатором игры в России выступили компании «Софт Клаб» и «Новый Диск».

## Игровой процесс
Как и предыдущие части серии Burnout, игра выполнена в трёхмерной графике и сосредотачивается на гоночных состязаниях и заданиях с авариями.
Автомобили в игре не являются лицензированными моделями, но реалистично разбиваются при столкновениях. В игре присутствуют как гоночные соревнования и турниры, так и задания с целью устроить наиболее зрелищные аварии. Возможен как однопользовательский, так и многопользовательский вариант игры. Последний поддерживает до четырёх игроков через Wi-Fi на PSP и до пяти на DS с помощью соединения нескольких систем между собой. В версии для DS используются два экрана, на одном из которых показывается непосредственно игровое действие, а на другом карта и прочие элементы интерфейса и меню.

## Разработка и выход игры
Впервые о Burnout Legends стало известно 25 июня 2004 года, когда студия Criterion Games объявила о планах создать игру серии Burnout для портативной приставки PlayStation Portable. Разработка велась параллельно с Burnout 3: Takedown для PlayStation 2 и Xbox. Burnout Legends позиционируется как спин-офф серии, но берёт за основу игровой процесс и идеи Burnout 3: Takedown, из которой были взяты некоторые трассы и задания. Официальный анонс Burnout Legends состоялся 6 мая 2005 года. В том же месяце игра была продемонстрирована на выставке E3. 13 июня стало известно, что Burnout Legends разрабатывается студией Visual Impact для Nintendo DS, но тогда комментариев от Electronic Arts не поступило.
Выпуск игры состоялся осенью 2005 года. Версия для PSP была локализирована в России компанией «Софт Клаб», а версия для Nintendo DS — компанией «Новый Диск».

## Оценки и мнения
| Сводный рейтинг       | Сводный рейтинг | Сводный рейтинг |
| Издание               | Оценка          | Оценка          |
| Издание               | DS              | PSP             |
| --------------------- | --------------- | --------------- |
| GameRankings          | 38,07 %         | 87,73 %         |
| Game Ratio            | 50 %            | 85 %            |
| Metacritic            | 38/100          | 86/100          |
| MobyRank              | 43/100          | 86/100          |
| Иноязычные издания    |                 |                 |
| Издание               | Оценка          | Оценка          |
| Издание               | DS              | PSP             |
| 1UP.com               | N/A             | 9,5/10          |
| AllGame               | [ 6 ]           | [ 5 ]           |
| CVG                   | N/A             | 9/10            |
| Edge                  | N/A             | 7/10            |
| EGM                   | N/A             | 8,83/10         |
| Eurogamer             | N/A             | 9/10            |
| Game Informer         | N/A             | 8/10            |
| GamePro               | N/A             | [ 17 ]          |
| GameRevolution        | N/A             | B+              |
| GameSpot              | 4/10            | 9/10            |
| GameSpy               | [ 25 ]          | [ 26 ]          |
| GameZone              | N/A             | 9/10            |
| IGN                   | 3,5/10          | 8,5/10          |
| Nintendo World Report | 3/10            | N/A             |
| OPM                   | N/A             | 4,5/5           |
| PALGN                 | 2,5/10          | 9/10            |
| Play (UK)             | N/A             | 8/10            |
| VideoGamer            | N/A             | 9/10            |
| Русскоязычные издания |                 |                 |
| Издание               | Оценка          | Оценка          |
| Издание               | DS              | PSP             |
| «Страна игр»          | 5/10            | 9/10            |

Burnout Legends для PlayStation Portable получила положительные отзывы от критиков. Обозреватели отмечали схожесть игры с другими частями серии и тщательно воссозданный геймплей на портативной системе. На сайтах GameRankings и Metacritic средняя оценка составляет 87,73 % и 86/100 соответственно.
Версия для DS была напротив, крайне негативно оценена критиками из-за плохого физического движка, ужасного обнаружения столкновений, неудачного мультиплеера, низкого качества графики и звука. На сайтах GameRankings и Metacritic средний балл составляет 38,07 % и 38/100 соответственно.